# Pseudagrion vaalense
Pseudagrion vaalense – gatunek ważki z rodziny łątkowatych (Coenagrionidae). Występuje w Afryce Południowej – stwierdzono go w RPA, Lesotho i południowej Namibii.
Imago lata od października do końca kwietnia, lecz pojedyncze osobniki dorosłe latają przez cały rok. Długość ciała 37–38 mm. Długość tylnego skrzydła 21,5–22,5 mm.